# Werner Margreiter
Werner Margreiter (Wörgl, 8 maggio 1954) è un dirigente sportivo, allenatore di sci alpino ed ex sciatore alpino austriaco.

## Biografia

### Carriera sciistica
Margreiter, originario di Kramsach, ottenne il primo successo internazionale agli Europei juniores di Madonna di Campiglio 1972, dove vinse la medaglia di bronzo  nella discesa libera e vinse la classifica non ufficiale della combinata. Specializzatosi nella discesa libera, fece parte della nazionale austriaca dal 1974 al 1977 e in tale specialità conquistò tutti i suoi maggiori risultati internazionali: in Coppa del Mondo esordì l'8 dicembre 1974 a Val-d'Isère (16º) e conquistò due piazzamenti a punti: il 15 dicembre 1974 a Sankt Moritz (6º) e il 9 marzo 1975 a Jackson Hole (9º).
Nella stessa stagione all'VIII Universiade invernale di Livigno 1975 conquistò la medaglia d'argento; prese per l'ultima volta il via in Coppa del Mondo il 18 dicembre 1976 in Val Gardena (13º) e alla IX Universiade invernale di Špindlerův Mlýn 1978 vinse nuovamente la medaglia d'argento. Non prese parte a rassegne olimpiche o iridate.

### Carriera da allenatore e dirigente
Dopo il ritiro divenne allenatore prima nei quadri della Federazione sciistica dell'Austria, ricoprendo l'incarico di responsabile delle discesiste dal 1980 al 1984, poi in quelli della Federazione sciistica degli Stati Uniti come responsabile della squadra femminile (1984-1986); ritornato in Austria, dal 1992 al 1999 fu allenatore capo della squadra maschile, dominatrice in quelle stagioni dello sci alpino.
Nel 1999 divenne direttore sportivo del comitato organizzatore dei Mondiali di Sankt Anton am Arlberg 2001, gareggiando nello stesso periodo nella categoria masters; nel 2003 divenne allenatore capo della nazionale tedesca maschile, incaricò che rivestì fino al 2007. In qualità di responsabile sportivo fece parte del comitato organizzatore dei I Giochi olimpici giovanili invernali disputati a Innsbruck e dal 2010 è presidente della Federazione sciistica del Tirolo.

## Palmarès

### Europei juniores
- 1 medaglia[2]:
  - 1 bronzo (discesa libera a Madonna di Campiglio 1972)

### Coppa del Mondo
- Miglior piazzamento in classifica generale: 41º nel 1975